# More Than Just a Dream
More Than Just a Dream je druhé studiové album americké hudební skupiny Fitz and the Tantrums, vydané v květnu 2013 u vydavatelství Elektra Records. Nahrávání alba probíhalo v losangeleském studiu The Sound Factory a produkce se ujal Tony Hoffer. První singl k albu „Out of My League“ vyšel již v únoru 2013.

## Seznam skladeb
| Pořadí         | Název               | Délka |
| -------------- | ------------------- | ----- |
| 1.             | Out of My League    | 3:31  |
| 2.             | Break the Walls     | 3:36  |
| 3.             | The Walker          | 3:53  |
| 4.             | Spark               | 3:19  |
| 5.             | 6AM                 | 4:30  |
| 6.             | Fools Gold          | 3:35  |
| 7.             | Keepin Our Eyes Out | 3:09  |
| 8.             | Last Raindrop       | 4:03  |
| 9.             | House On Fire       | 3:28  |
| 10.            | The End             | 3:47  |
| 11.            | Get Away            | 2:56  |
| 12.            | MerryGoRound        | 3:32  |
| Celková délka: | Celková délka:      | 43:06 |

## Obsazení

### Hudebníci
Fitz and the Tantrums
- Michael Fitzpatrick – zpěv, klávesy, perkuse
- Noelle Scaggs – zpěv, perkuse
- James King – saxofon, flétna
- Joe Karnes – baskytara
- Jeremy Ruzumna – klávesy
- John Wicks – bicí, perkuse

Ostatní
- Tony Hoffer – kytara, syntezátory

### Technická podpora
- Tony Hoffer – producent
- Todd Burke – zvukový inženýr, mixing
- Neal Avron – mixing
- Dave Cooley – mastering